# Platja d'es Codolar

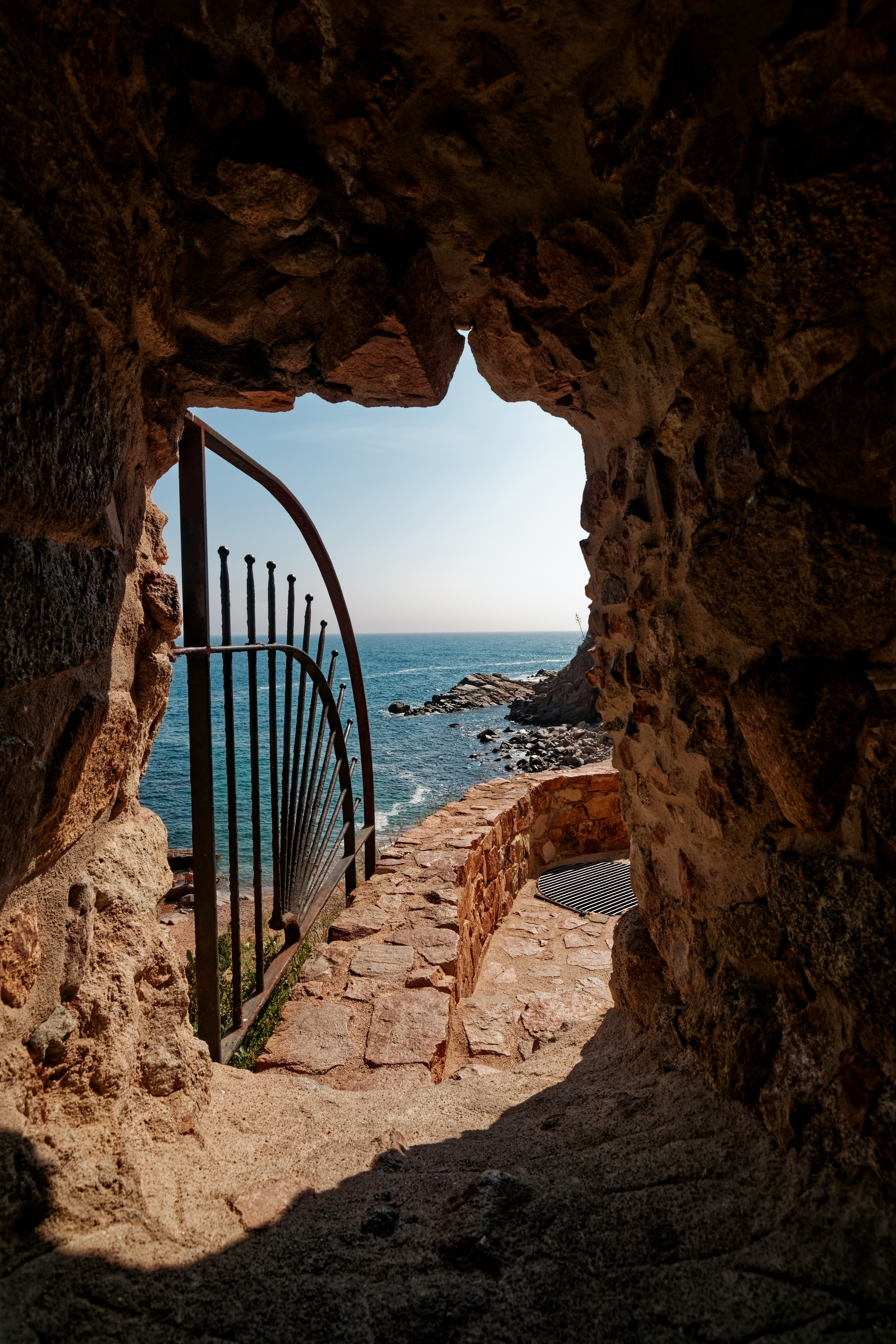
Forat a la muralla

La platja d'es Codolar és una petita platja urbana del municipi de Tossa de Mar (Selva), encaixada entre el turó coronat pel castell de Tossa de Mar a l'extrem sud de l'entorn urbà de la vil.la de Tossa i un extens tram de roques i penya-segats farcit de caletes. Està situada sota la torre d'es Codolar o de l'Homenatge, una de les torres principals de la muralla de la Vila Vella de Tossa de Mar. Orientada al sud, i arrecerada del vent de tramuntana, la cala havia estat el port natural de Tossa, i encara hi ha barques de pescadors avarades a la sorra. Té una longitud de 45 m i una amplada mitjana de 18 m, formada per sorra gruixuda i grava. El pendent d'entrada a l'aigua és força pronunciat i el fons marí és de sorra, al centre, i rocallós a tots dos costats. Antigament estava formada únicament per còdols, d'aquí el seu nom.
S'hi pot accedir a peu a través d'unes escales que provenen de la mateixa muralla i també des del camí de ronda que ve des del penya-segat. També s'hi pot accedir des de dins de la muralla, a la plaça Pintor Roig Soler, on hi ha el Museu Municipal de Tossa de Mar, a través d'un petit forat a la muralla, molt fotografiat. La platja disposa de servei de dutxes i lloguer d'hamaques, i molt a prop també hi ha bars i restaurants.
L'Agència Catalana de l'Aigua efectua un control quinzenal de la qualitat de l'aigua, durant la temporada de bany, amb el resultat de bona.